# 李際寅
李際寅（1532年—？），字賓甫，號两山，福建泉州府晉江縣軍籍，江西南豐縣人，明朝政治人物。

## 生平
嘉靖四十年（1561年）辛酉科福建鄉試第六十八名舉人。隆慶五年（1571年）中式辛未科會試第三百八十三名，二甲第五名進士。户部觀政，授户部主事，萬曆三年升员外郎、郎中，五年（1577年）任浙江溫州府知府。十年六月升云南副使，十一年致仕，十二年五月浙江巡按御史范鸣谦弹劾前任温州府知府李际寅贪酷状，被追赃，削籍为民。

## 家族
曾祖李秉紀；祖父李興；父李維茂，母蔡氏。慈侍下。兄李际春、李际東。